# Turi wielkokwiatowe
Turi wielkokwiatowe (Sesbania grandiflora) – gatunek drzewa z rodziny bobowatych (Fabaceae Lindl.). Pochodzi z Archipelagu Sundajskiego, jest też uprawiane w wielu krajach o klimacie tropikalnym. Strefy mrozoodporności: 10–11.

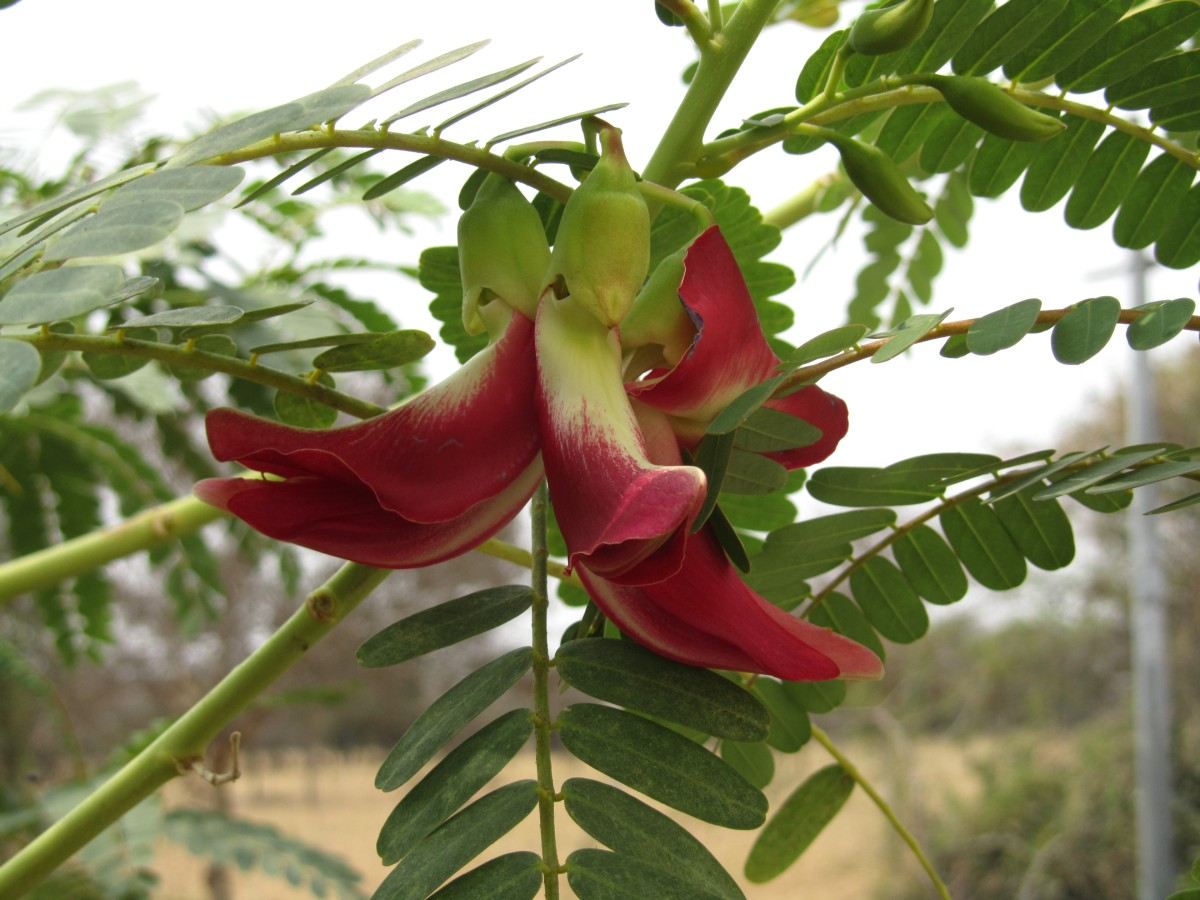
Liście i kwiaty

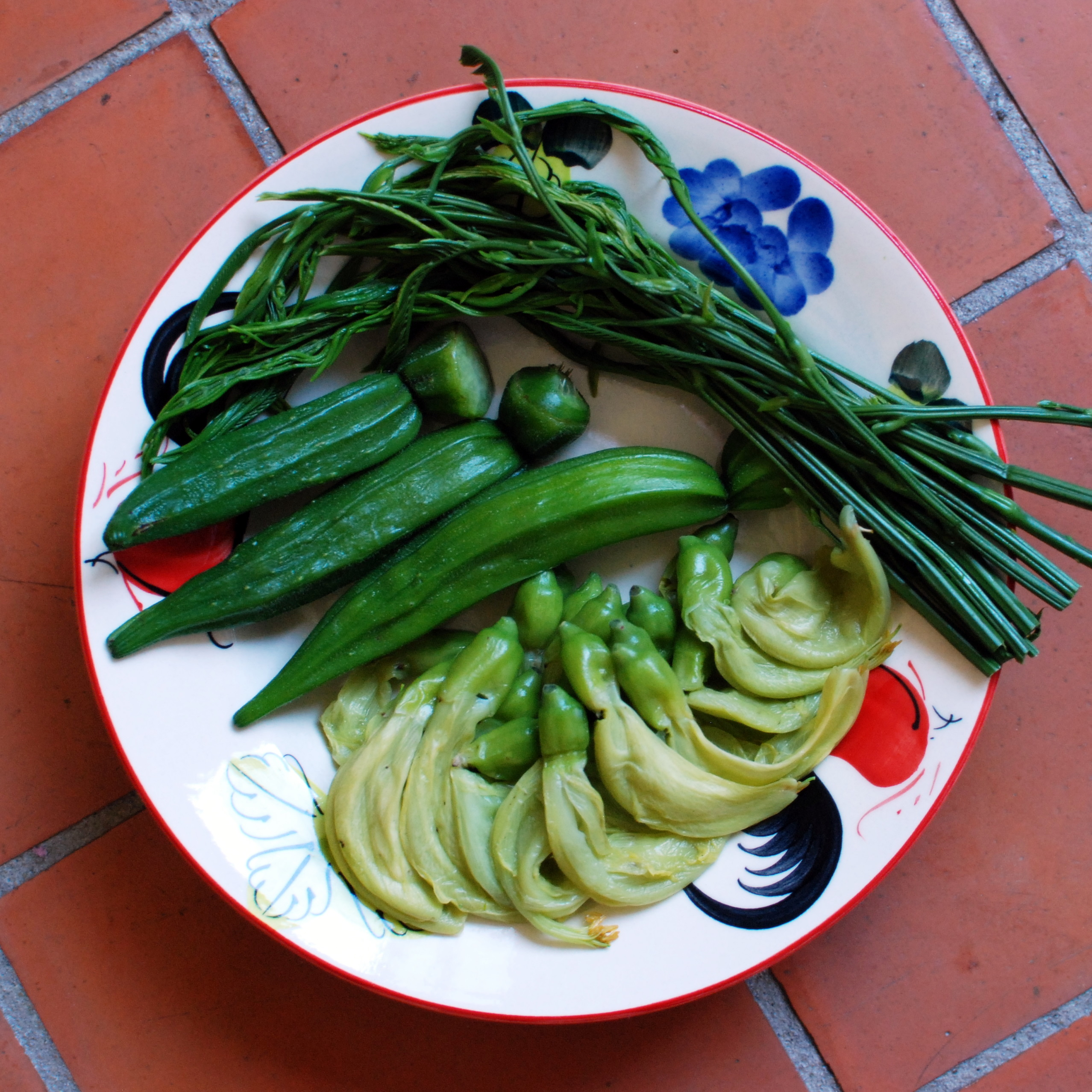
Płatki wykorzystywane w kuchni tajskiej

## Morfologia
PokrójWiecznie zielone, szybko rosnące drzewo osiągające wysokość do 10 m, niekiedy o pokroju krzewiastym. Kora gruba, szara i szorstka, na młodych pędach różowa. Drewno jasne, miękkie i bardzo lekkie.
LiściePierzaste, od 9 do 25 listków o zaokrąglonych wierzchołkach i długości do 2,5 cm.
KwiatyWyrastające w pachwinach liści, zebrane w niewielkie luźne grona, płatki duże, do 10 cm. Białe, szkarłatne lub różowe. Kielich zielony, lejkowaty.
OwoceDługie, wąskie strąki o długości do 60 cm.

## Zastosowanie
- Drzewo często sadzone w parkach, ogrodach i w zadrzewieniach przydrożnych jako roślina ozdobna.
- Sadzona jako roślina cieniodajna na plantacjach pieprzu.
- Roślina lecznicza.
- Mięsiste płatki kwiatów są jadalne, wykorzystywane w kuchni tajskiej w potrawach typu curry oraz w sałatkach. Jadalne są również niedojrzałe strąki.

## Znaczenie w hinduizmie
Turi wielkokwiatowe (trl. bāksanā) jest czczone w hinduizmie jako drzewo boga o imieniu Śiwa.